# كارولين بيسيت كينيدي
كارولين بيست كينيدي (بالإنجليزية: Carolyn Bessette-Kennedy)‏ مواليد 7 يناير 1966 في وايت بلينس، الولايات المتحدة - الوفاة 16 يوليو 1999 في المحيط الأطلسي، كانت وكيلة إعلام لكالفين كلاين وزوجة جون ف. كينيدي الابن، ابن الرئيس جون كنيدي وجاكلين كينيدي.

## وصلات خارجية
- كارولين بيسيت كينيدي على موقع IMDb (الإنجليزية)
- كارولين بيسيت كينيدي على موقع فايند أغريف